# Baguazhang

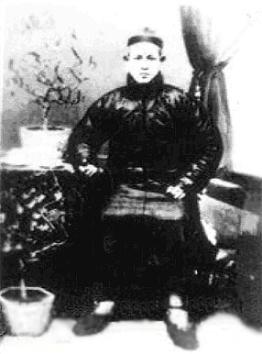
Cheng Ting Hua 程廷華

Bagua Zhang (Kinesiska: 八卦掌; pinyin: Bāguà Zhǎng) är en kinesisk kampkonst. Stilen som vi känner den idag härstammar från mästaren Dong Haichuan(董海川) som enligt legenden lärde sig från en vandrande daoist. Dong Haichuan fick efterhand ett rykte om sig som gedigen fighter och tog sig an elever. Dessa skapade senare de olika förgreningarna man ser idag. Exempelvis Cheng Bagua från Cheng Tinghua (程廷華), Yin Bagua från Yin Fu (尹福), Liang Bagua från Liang Zhenpu (梁振蒲) o.s.v.    
Bagua Zhang räknas till de inre stilarna så som Taiji Quan och Xingyi Quan. I modern tid brukar man säga att det finns tre olika utföranden:
1. Bagua Qigong(八卦气功)
Många av övningarna liknar qi gong och stående meditation. Unikt för Bagua är träningsmetoden cirkelgång vilket kopplar till de daoistiska hälsolärorna, här blir det en slags gående meditation. Bagua Qigong är en väldigt populär träningsform i Kina. 
2. Jian Shen Bagua(健身八卦掌)
Jian Shen betyder att träna kroppen och är den nivå man oftast utövar den här stilen. Här kombineras Qigong-träningen med lite hårdare träning från kampkonsterna. Passar bra för uppvisning och tävling. 
3. Bagua Zhang Gong Fu 八卦掌功夫 
Den traditionella träningen för fighting. Här ställs det hårdare krav på styrka och smidighet. Här utförs alla övningar med kraft och i djupa positioner för att träna kroppen. Bagua som kampstil använder sparkar, slag, grepp, låsningar samt brottning. Det cirkulära fotarbetet från grundträningen blir här ett sätt att snabbt byta riktning och attackera från olika vinklar. 